# Leatherstocking

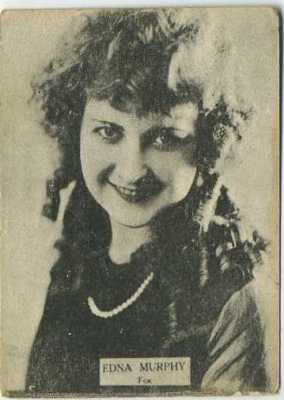
Edna Murphy, estrela do seriado.

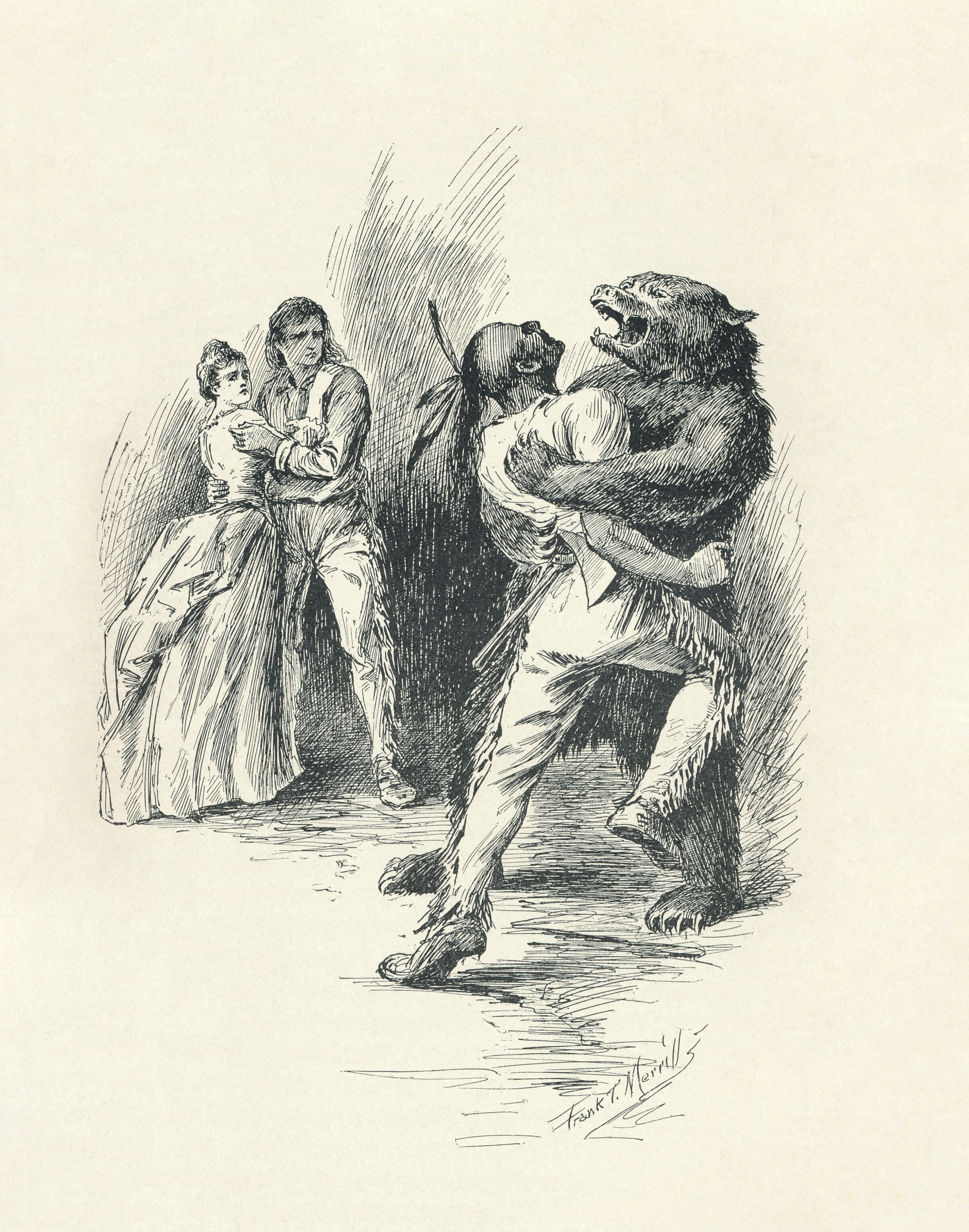
Ilustração do livro The Last of the Mohicans, conto de James Fenimore Cooper que inspirou vários filmes, entre eles o seriado Leatherstocking.

Leatherstocking é um seriado estadunidense de 1924, gênero Western, dirigido por George B. Seitz, em 10 capítulos, estrelado por Edna Murphy, Harold Miller e Tom Tyler. Produzido pela C. W. Patton Productions e distribuído pela Pathé Exchange, veiculou nos cinemas estadunidenses entre 23 de março e 25 de maio de 1924. Baseado em The Leatherstocking Tales, uma série de contos de James Fenimore Cooper. Entre tais contos está The Last of the Mohicans, que serviu de tema para diversos filmes ao longo da história do cinema.
Este seriado é considerado perdido.

## Elenco
- Edna Murphy[4] - Judith Hutter
- Harold Miller - Leatherstocking
- Whitehorse - Tom Hutter
- Frank Lackteen - Briarthorn
- Ray Myers - Rivenoak
- James Pierce - Harry March
- Lillian Hall - Hetty Hutter
- Aline Goodwin - Wah-Ta-Wah
- David Dunbar - Chingachgook
- Tom Tyler - Índio (creditado Vincent Markowski)
- Emily Barrye

## Capítulos
1. The Warpath
2. The Secret Trail
3. The Hawk's Eyes
4. The Paleface Law
5. Ransom
6. The Betrayal
7. Rivenoak's Revenge
8. Out of the Storm
9. The Panther
10. Mingo Torture